# Centro de Estudos Africanos, Universidade Estadual de Michigan
Fundado em 1960, o Centro de Estudos Africanos (ASC) na Universidade Estadual de Michigan (MSU) é um importante centro acadêmico para o estudo da África e um dos 11" Centros de Recursos Nacionais de Título VI na África designados pelo Departamento de Educação dos Estados Unidos. A força do Centro baseia-se nos mais de 160 professores da MSU que fornecem pesquisa, ensino e serviços na África. O corpo docente do centro tem pesquisas, projetos e experiência em 32 nações africanas.

## Idiomas africanos
A MSU oferece instrução em até 32 idiomas africanos e ensina de 9 a 12 idiomas a cada ano e idiomas africanos intensivos no verão. O Centro abriga a Iniciativa nacional e-LCTL, com um site que a) cataloga as mais de 220 "línguas menos comumente ensinadas" (LCTLs) oferecidas em mais de 120 Centros Nacionais de Recursos Título VI da África, Ásia, Europa, América Latina, Oriente Médio e Canadá, b) oferece ensaios sobre as prioridades entre os idiomas LCTL para instrução nos EUA ec) fornece um banco de dados de "objetos da web" para o ensino de alguns LCTLs. Veja também o Webbook of the African Languages do Center, um diretório de descrição, textos e especialistas para 82 importantes línguas africanas.

## Biblioteca
A coleção da MSU Africana Library é atendida por dois bibliotecários africanistas PhD, mais de 237.000 itens e um grande orçamento anual. A Biblioteca hospeda o "African e-Journals Project", um diretório de revistas sobre a África e o texto completo de 11 revistas africanas online. Ele também abriga o African Activist Archive, que preserva registros e memórias de ativismo nos EUA para apoiar as lutas dos povos africanos contra o colonialismo, o apartheid e a injustiça social dos anos 1950 até os anos 1990. O projeto mantém os depósitos físicos na MSU de registros de muitas organizações ativistas e indivíduos. O African Activist Archive on-line inclui um diretório de outros arquivos e mais de 7.000 materiais históricos, incluindo panfletos, documentos, boletins informativos, folhetos, broches, pôsteres, camisetas, fotografias, gravações de áudio e vídeo e lembranças pessoais e entrevistas com ativistas.

## Focos de pesquisa e serviço
Além das línguas africanas, ciências sociais e artes e humanidades, os Estudos Africanos da MSU têm se destacado por seu foco nas necessidades humanas da África - redução da pobreza, segurança alimentar, educação para o desenvolvimento, meio ambiente e desenvolvimento, doenças tropicais, ética do desenvolvimento, e equidade de gênero. Por quase duas décadas, os alunos de pós-graduação da MSU produziram cerca de. 15 Ph.D. dissertações anualmente sobre a África, especialmente em história, ciências sociais, economia e economia agrícola e educação. O Centro de Estudos Africanos oferece Bolsas de Estudos de Área e Língua Estrangeira Título VI para o ano acadêmico e estudo intensivo de verão de línguas africanas e estudos de área.

## Divulgação e serviço
Por mais de 25 anos, o Programa de Extensão de Estudos Africanos da MSU forneceu assistência profissional na África para escolas K-12, faculdades e universidades, comunidades, governo estadual e federal, empresas e jornalistas.
Para escolas e faculdades, o programa oferece Explorando a África (materiais gratuitos online para ensinar a África K-12) e África do Sul: Superando o Apartheid, Construindo a Democracia (um recurso curricular online). O African Activist Archive do centro é uma plataforma on-line destinada a preservar e disponibilizar on-line os registros do ativismo nos Estados Unidos para apoiar as lutas dos povos africanos contra o colonialismo, o apartheid e a injustiça social dos anos 1950 até os anos 1990.
Os bancos de dados da ASC fornecem informações on-line sobre a África:
- African Media Program Database (banco de dados online com mais de 14.000 filmes e vídeos sobre a África)[16]
- African Higher Education Resource Directory (banco de dados online com informações de contato sobre universidades africanas, faculdades e suas faculdades criadas em parceria com a Association of African Universities /Association des Universités Africaines (Accra), a African Studies Association (EUA ))[17]
- Afrobarometer (uma colaboração com cientistas sociais africanos para conduzir pesquisas em 18 países africanos sobre atitudes sociopolíticas e econômicas na África, com dados online)[18]
- Portal de Informações sobre Segurança Alimentar e Política Alimentar para a África (um projeto da UNECA e MSU Agricultural Economics)[19]
- African Books Collective-Oxford (Uma colaboração da MSU Press para distribuir livros de autores e editores africanos nos EUA )[20]
- Documentos de Trabalho da MSU sobre Mulheres e Gênero na África (Documentos de Trabalho sobre Mulheres Africanas do Programa de Mulheres da MSU no Desenvolvimento Internacional)[21]

O Centro oferece um boletim semanal de terça -feira com notícias de eventos africanos na MSU e de conferências, colóquios, bolsas de estudo e oportunidades de bolsas africanas em todo o país.

## Diretores
- Jamie Monson, 2015–presente
- Assefa Mehretu, 2014 (interino)
- James Pritchett, 2009-2013
- David S. Wiley, 1978-2008
- John M. Hunter, 1975-1977
- Alfred Opubor, 1971-1974
- Victor N. Low, 1971 (interino)[1]